# Ferrihel·landita-(Ce)
La ferrihel·landita-(Ce) és un mineral de la classe dels silicats que pertany al grup de la hel·landita.

## Característiques
La ferrihel·landita-(Ce) és un inosilicat de fórmula química (Ca₃Ce)Ce₂Fe3+◻₂B₄Si₄O22(OH)₂. Va ser aprovada com a espècie vàlida per l'Associació Mineralògica Internacional l'any 2021, i encara resta pendent de publicació. Cristal·litza en el sistema monoclínic.
Les mostres que van servir per a determinar l'espècie, el que es coneix com a material tipus, es troben conservades a les col·leccions mineralògiques del Museu d'Història Natural de la Universitat d'Oslo (Noruega), amb el número de catàleg: knr 44259, i al Museu de Moràvia, a Brno (República Txeca), amb el número de catàleg: b12258.

## Formació i jaciments
Va ser descoberta a la pedrera Sagåsen, situada a Auenlandet, dins el municipi de Porsgrunn (Vestfold og Telemark, Noruega), l'únic indret de tot el planeta on ha estat descrita aquesta espècie mineral.